# Sofie Anna Forssberg
Sofia Anna Margareta Forssberg, född Skogsborg den 20 juli 1857 i Eskilstuna, död 19 augusti 1947 i Sankt Görans församling, Stockholm var en svensk företagsledare. 
Hennes make var agent för Kreutzberg i Köpenhamn, som sålde dentalvaror åt svenska tandläkare. Hon övertog agenturen vid makens död, men tvingades lägga ned den. Hon grundade år 1897 Sveriges första dentaldepå, AB S.A. Forssbergs Dentaldepot, i Stockholm tillsammans med sin bror, tandläkaren Rudolf Skogsborg (död 1902). Företaget bar hennes namn och hon var delägare och dess första VD. Hon importerade dentalvaror från utländska tillverkare och sålde det till svenska tandläkare. Hennes bror kunde med sina kontakter som tandläkare förse henne med utländska kontakter. Hennes främsta medarbetare anges ha varit Anna Möller. Hon efterträddes som VD av sin brorson Sven Skogsborg 1912, och gick i pension 1917. Hon är begravd på Norra begravningsplatsen utanför Stockholm.